# Посланик на добра воля на ЮНЕСКО
Посланик на добра воля към ЮНЕСКО (на английски: UNESCO Goodwill Abassador) e недипломатически пост.
В нея се подвизават известни личности, които използват популярността си, за да разпространяват и защитават идеите и дейностите на световната организация. Съществуват още 2 подобни категории посланици на добра воля на ЮНЕСКО: Артисти на ЮНЕСКО за мир и Шампиони на ЮНЕСКО.

## Списък
Пълният и актуализиран списък е достъпен тук : Уебсайт на посланиците на добра воля на ЮНЕСКО